# Open Invitation
Open Invitation è il quinto album in studio del cantante statunitense Tyrese Gibson, pubblicato nel 2011.

## Tracce
1. I'm Home (featuring Jay Rock) – 3:55
2. I Gotta Chick (featuring R. Kelly & Rick Ross) – 4:09
3. Stay – 3:49
4. Best of Me – 3:37
5. Nothing On You – 3:54
6. One Night – 2:45
7. It's All On Me – 2:56
8. Too Easy (featuring Ludacris) – 4:13
9. Takeover – 4:02
10. I Miss That Girl – 3:32
11. Interlude – 0:55
12. Make Love – 4:12
13. Angel (featuring Candace) – 4:23
14. Walk (A Poem to My Fans) – 4:54